# Rachispoda lutosa
Rachispoda lutosa – gatunek muchówki z rodziny Sphaeroceridae i podrodziny Limosininae.
Gatunek ten opisany został w 1855 roku przez Christiana Stenhammara jako Limosina lutosa.
Muchówka o ciele długości od 1,75 do 2,25 mm. Głowa w widoku bocznym ma wystającą za obrys oka złożonego twarz. Tułów jej cechuje się: pierwszą parą szczecinek śródplecowych skierowaną ku górze i ku linii środkowej śródplecza, tarczką z ośmioma szczecinkami wzdłuż tylnego brzegu i nagim dyskiem oraz przedszwowymi szczecinkami środkowymi grzbietu nie wyróżniającymi się spośród owłosienia śródplecza. Skrzydła mają szczecinki na pierwszym sektorze żyłki kostalnej 3–4 razy dłuższe niż na drugim jej sektorze. Środkowa para odnóży ma krętarz z długą szczecinką skierowaną ku udu, pierwszy człon stopy z długą szczecinką na spodzie, zaś brzuszną stronę goleni pozbawioną szczecinki wierzchołkowej, ale wyposażoną w szczecinkę przedwierzchołkową. Tylna para odnóży u samca ma drugi człon stóp dwukrotnie dłuższy niż pierwszy, a człony trzeci i czwarty jednakowej długości i krótsze niż drugi. U samic tylne odnóża wyróżniają się grubymi, przypłaszczonymi, czarnymi szczecinkami na dolnych częściach krętarzy. Odwłok odznacza się hypopygium pozbawionym sierpowatego wyrostka. W narządach rozrodczych samca brak wyrostka nieparzystego.
Owad znany z większości krajów Europy, w tym z Polski, a ponadto z palearktycznej Azji i nearktycznej Ameryki Północnej.